# لوكاس كراناخ
لوكاس كراناخ الأكبر (بالألمانية: Lucas Cranach der Ältere)‏، (مواليد 1472 - 16 أكتوبر 1553) كان رسامًا في عصر النهضة الألمانية وعمل في الطباعة وفن حفر الخشب والنقش. كان في أغلب حياته المهنية رسامًا لانتخابية ساكسونيا، وكان معروفًا بالبورتريه الذي يرسمه، سواء من الأمراء الألمان أو من قادة الإصلاح البروتستانتي. كان صديقًا مقربًا لمارتن لوثر. رسم كراناخ أيضًا الموضوعات الدينية، بدايةً في التقاليد الكاثوليكية، ثم حاول إيجاد طرق جديدة لنقل المخاوف الدينية اللوثرية عن طريق الفن. واصل طوال حياته المهنية رسم مواضيع عارية مأخوذة من الأساطير والخرافات والدين.
امتلك كراناخ ورشة عمل كبيرة ووُجد الكثير من أعماله بعدة إصدارات مختلفة. واصل لوكاس كراناخ الابن وآخرون إنشاء نسخ من أعمال والده لعدة عقود بعد وفاته. واعتُبر أنجح فنان ألماني في عصره.
يُحيا ذكراه في التقويمات التابعة للطقوس الدينية في الكنائس الأسقفية واللوثرية.

## نشأته
ولد في كراناخ في فرنكونيا العليا (الآن وسط ألمانيا)، وربما في عام 1472. تاريخ ميلاده الدقيق غير معروف. تعلم فن الرسم من والده هانز مالر (ويعني اسم عائلته «الرسام» ويشير إلى مهنته، وليس إلى أجداده). توفيت والدته، واسم عائلتها هوبنر، في عام 1491. واستُخدم في وقت لاحقٍ اسم مسقط رأسه للحصول على لقبه، وهو تقليد شائع في ذلك الوقت. لم تُعرف الطريقة التي تدرّب بها كرناخ على فنه، ولكن يُعتقد أنه استعان بأساتذة جنوب ألمانيا المحليين، كما هو الحال مع ماتياس غرونيفالت المعاصر، الذي كان يعمل في بامبرغ وأشافنبورغ، (بامبرغ هي عاصمة الأبرشية التي تقع فيها كروناخ). تقول بعض الاقتراحات أيضًا أنه أمضى بعض الوقت في فيينا نحو عام 1500.
عاش من عام 1504 إلى 1520 في منزله الكائن في الركن الجنوبي الغربي من السوق في فيتنبرغ.
تبعًا لغوندرام (معلم أطفال كراناخ)، أظهر كراناخ مواهبه كرسام قبل نهاية القرن الخامس عشر. ولفت بعد ذلك انتباه دوق فريدريش الثالث ناخب ساكسونيا، المعروف باسم فريدريش الحكيم، الذي جذب كراناخ إلى البلاط في عام 1504. تؤكد سجلات فيتنبرغ تصريح غوندرام الذي يظهر فيه اسم كراناخ لأول مرة في الحسابات الحكومية في 24 يونيو 1504، عندما رسم 50 لوحة مقابل راتب نصف عام، باعتباره «رسام الدوق». كان على كراناخ أن يظل تحت خدمة الناخب وخلفائه لبقية حياته، رغم أنه كان قادرًا على أداء أعمال أخرى. تزوج كراناخ من باربرا برينغبير، ابنة أحد سكان الطبقة البرجوازية في غوثا، المولودة هناك أيضًا؛ توفيت في فيتنبرغ في 26 ديسمبر 1540. امتلك كراناخ في وقت لاحق منزلًا في غوثا، لكن على الأرجح تعرف على باربرا بالقرب من فيتنبرغ، إذ كانت أسرتها تملك أيضًا منزلًا هناك، وامتلكه كراناخ لاحقًا.

## مهنته

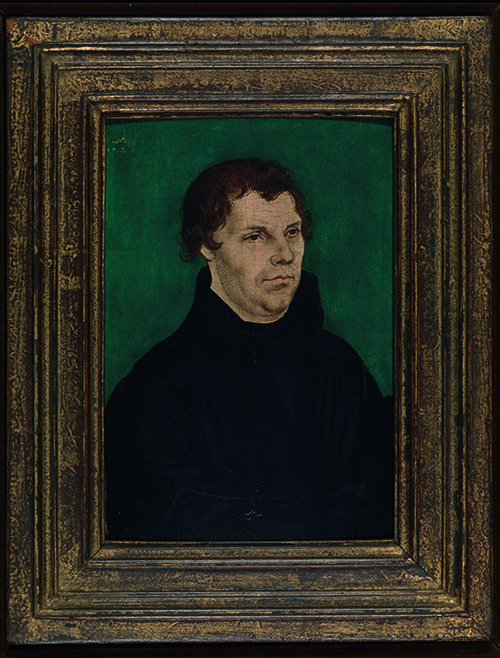
لوكاس الأول كراناش، صورة مارتن لوثر، 1526، زيت على لوح، 19.3 × 13.3 سم.

أتى أول دليلٍ على مهارة كراناخ كفنانٍ من لوحة مؤرخة في عام 1504. نشط في وقتٍ مبكرٍ من حياته المهنية في العديد من فروع مهنته: في بعض الأحيان أنتج الرسم الزخرفي، ونقوشًا خشبية وتصاميم النقود المعدنية للناخبين.
أذهل رجال الحاشية الملكية في وقت مبكر من أيام عمله الرسمي، بالواقعية التي رسم بها الطبيعة الصامتة والقرون على جدران قصور الريف في كوبورغ ولوشا؛ اعتُبرت لوحاته للغزلان والخنازير البرية ملفتة للنظر، وعزّز الدوق شغفه بهذا الشكل من الفن بإخراجه إلى حقل الصيد، وهناك رسم «سمو الدوق» يروّض الأيل، أو الدوق جون ينخز خنزيرًا. ذهب كراناخ إلى هولندا في عام 1509، ورسم الإمبراطور ماكسيمليان الأول (إمبراطور روماني مقدس) والصبي، الذي أصبح فيما بعد الإمبراطور كارلوس الخامس.

## مناصب
تولى منصب رسام البلاط عند فريدرش الثالث ناخب ساكسونيا (منذ 1505)، وعمدة، فيتنبرغ.

## معرض صور

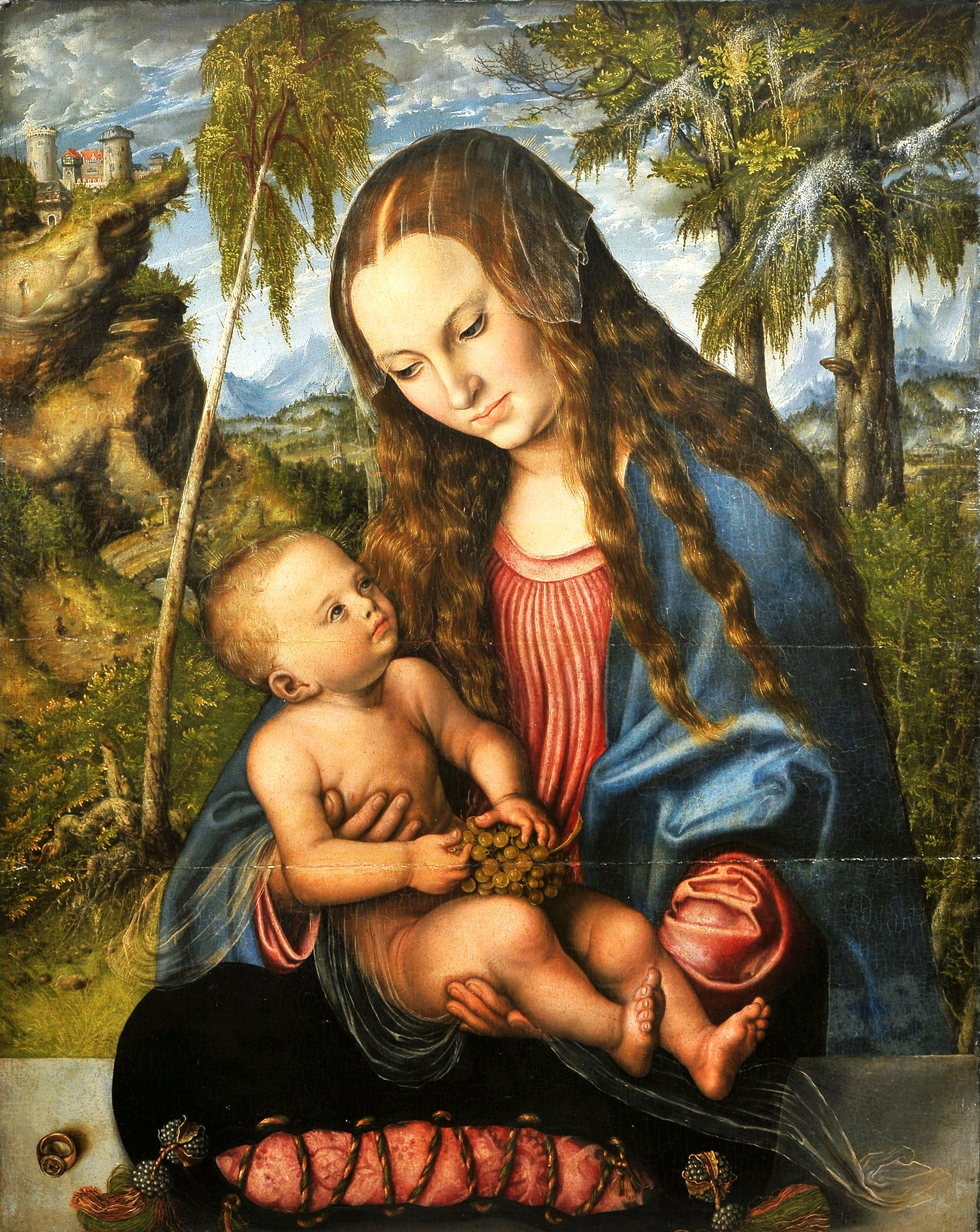
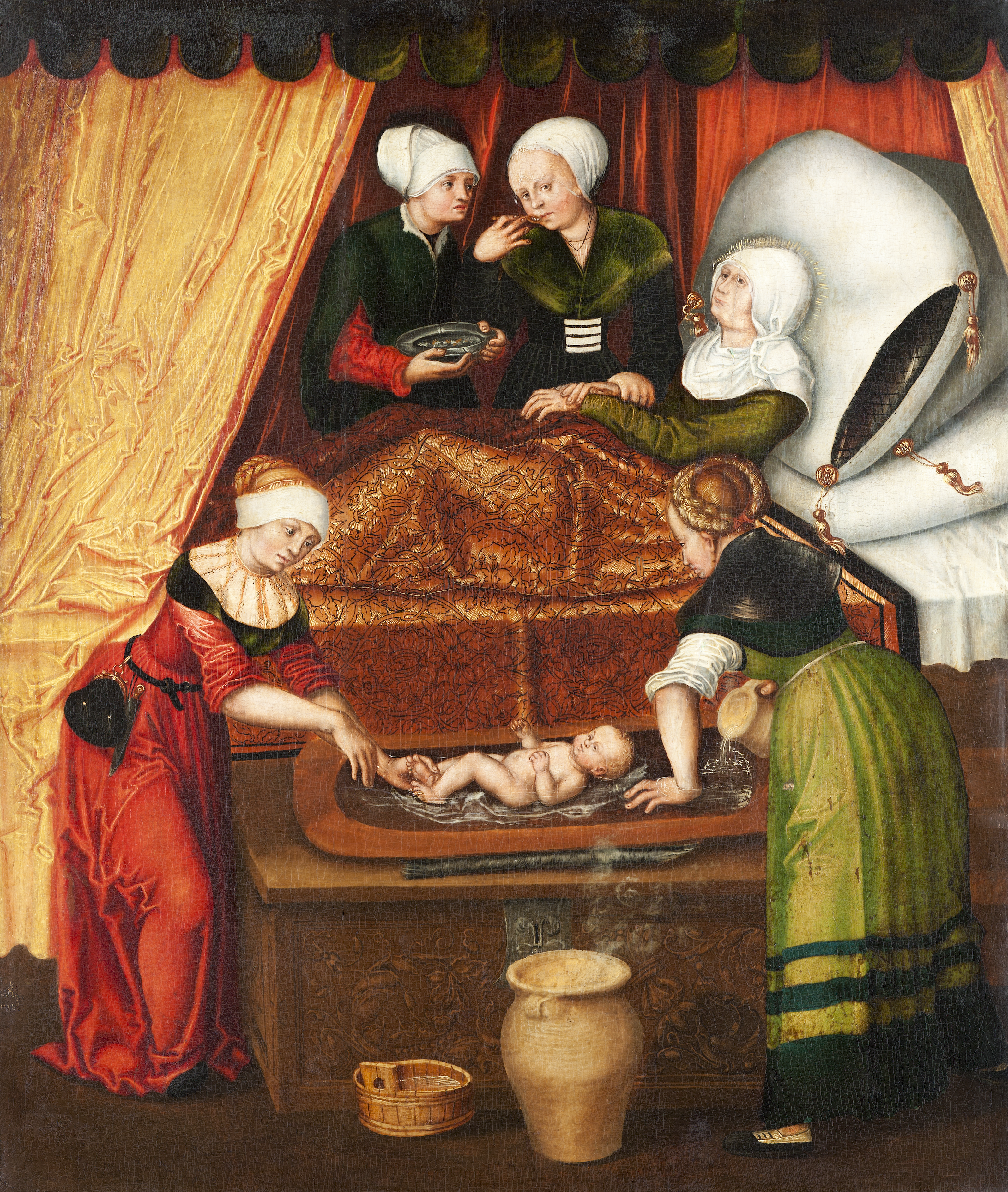
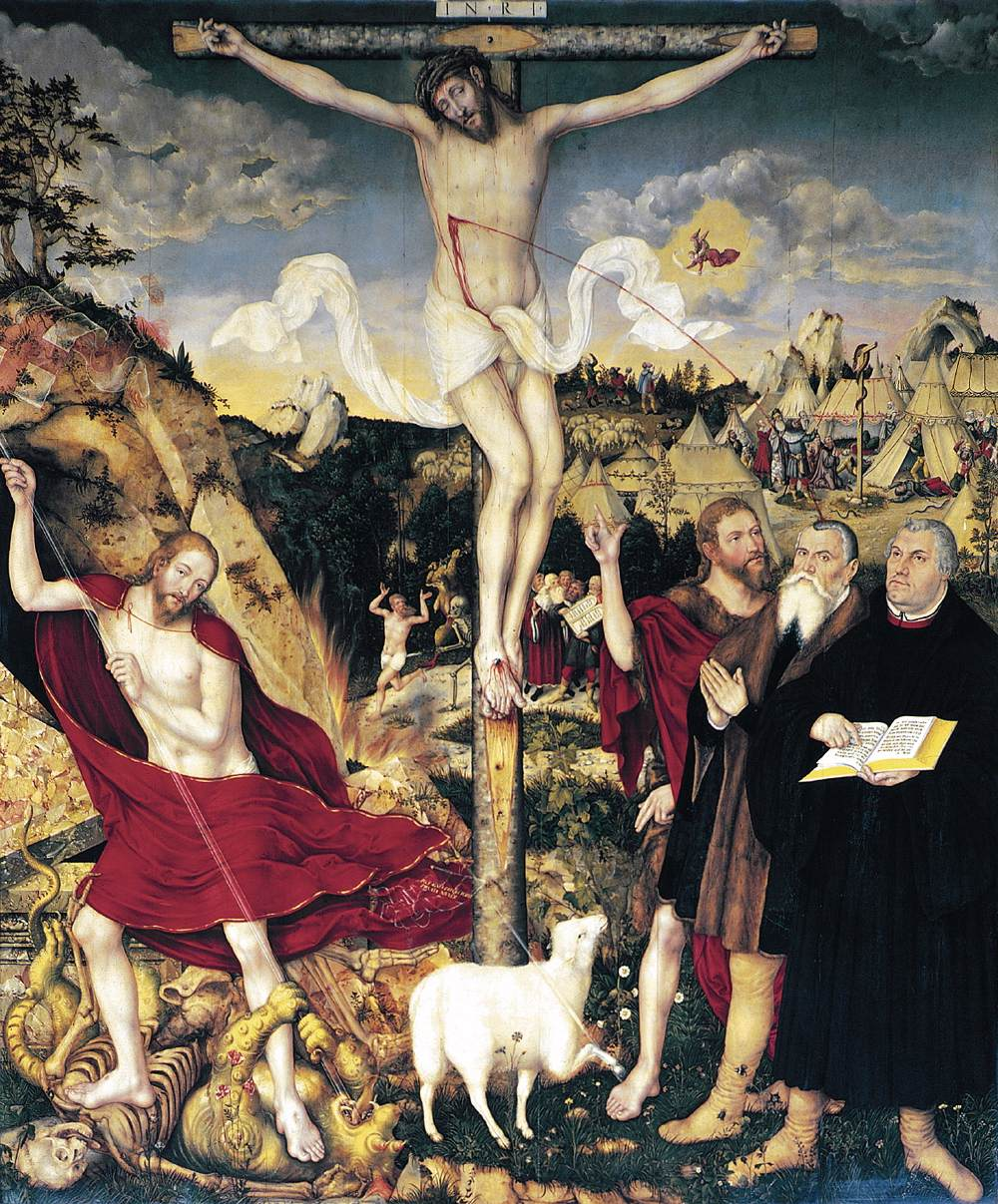
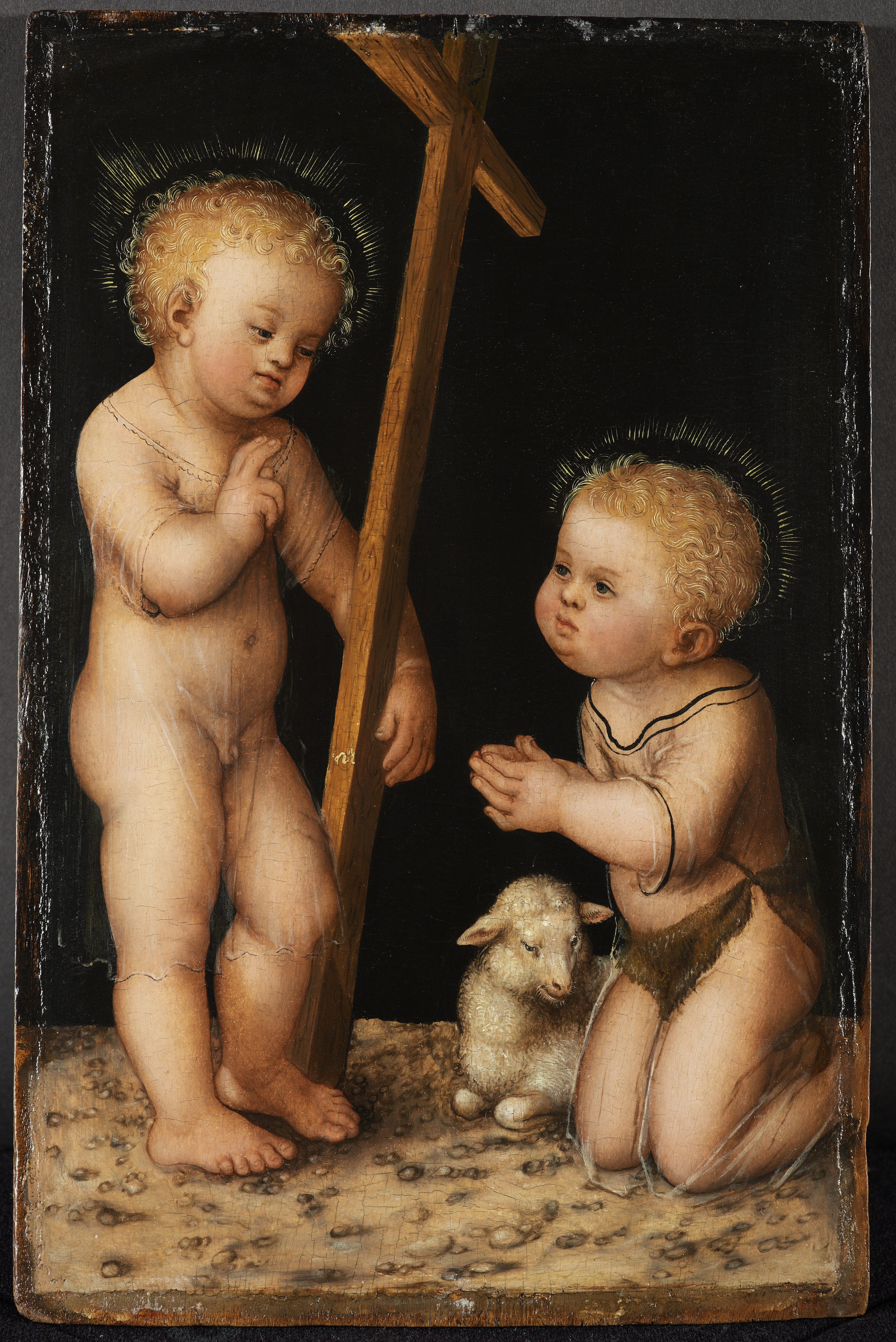

## روابط خارجية
- لوكاس كراناخ على موقع الموسوعة البريطانية (الإنجليزية)
- لوكاس كراناخ على موقع ميوزك برينز (الإنجليزية)
- لوكاس كراناخ على موقع إن إن دي بي (الإنجليزية)
- لوكاس كراناخ على موقع ديسكوغز (الإنجليزية)